# リーヴ.EU
リーヴ.EU（Leave.EU）は、2016年6月に行われた英国のEU離脱の是非を問う国民投票において、EU離脱を支持し、離脱のためのキャンペーンを展開した団体である。日本語表記的にはリーブ.EUとも。
CEOはリズ・ビルニー（Liz Bilney）である。
アーロン銀行のビジネスマンであるリチャード・タイスがこの団体を立ち上げた。Leave.EUは英国がEUを離脱するメリットに関する情報を公衆に伝えることなどに専念している。
リーブ.EUは2015年8月にキャンペーン活動を始め、大企業や大手銀行のために動き一般人を大事にしないEUを批判している。また、英国が年間150億ポンドもEUに支払いながら、EUの国々に対して貿易赤字を出していることも問題視している。
立ち上がってから3か月で30万人を超える支持者を集め、200万ポンド以上をキャンペーンに費やしている。
超党派的な性格も有しており、2016年5月上旬時点では、500を超える保守党地方議員、約200ものUkipの地方議員、100を超える労働党の地方議員らがリーブ.EUを支持している。